# 원신흥동
원신흥동(元新興洞)은 대전광역시 유성구에 있는 법정동, 행정동이다. 행정동 원신흥동은 법정동 원신흥동, 봉명동 남부 일부 지역을 관할한다.

## 역사
조선시대 말기에 벌판에 새로 이룩한 마을이므로 신흥이라 하였던 지역인데, 1914년 행정구역 개혁때에 문산리, 덕락동, 서성동, 양지동의 각 일부를 병합하여 신흥리라 불렀다. 그 후 1989년 1월 1일 대전시가 직할시로 승격함에 따라 대전직할시 유성구에 편입되었는데, 원래가 신흥동이라 하여 원신흥동이라 정하였다.
- 1914년 4월 1일 대전군 유성면 신흥리
- 1989년 1월 1일 대전직할시 유성구 원신흥동
- 2013년 9월 16일 온천1동에서 원신흥동 분동
- 2021년 11월 1일 원신흥동에서 상대동이 분동

## 법정동
- 원신흥동(元新興洞)
- 봉명동(鳳鳴洞)

## 주요 기관

### 관공서
- 원신흥동 행정복지센터
- 도로교통공단 대전·충남지부
- 대전시립박물관

## 교육
- 대전원신흥초등학교
- 상원초등학교
- 흥도초등학교
- 유성중학교
- 대전체육중학교
- 대전도안고등학교
- 대전예술고등학교
- 대전체육고등학교

## 교통

### 도로
- 도안대로
- 도안동로
- 원신흥로

## 아파트
| 단지명                             | 건설사                                                                           | 시행사           | 주소 | 주소               | 입주     | 비고 |
| ---------------------------------- | -------------------------------------------------------------------------------- | ---------------- | ---- | ------------------ | -------- | ---- |
| 도안마을 10단지                    | 범양건영, 효림종합건설㈜ 동광건설㈜, 와이아이㈜                                  | 한국토지주택공사 |      | 2010년 9월         | 국민임대 |      |
| 도안11단지 어울림하트              | 금호산업, 계룡건설산업                                                           | 한국토지주택공사 |      | 2011년 11월        |          |      |
| 도안16단지 천년나무                | ㈜동원건설산업                                                                   | 한국토지주택공사 |      | 2016년 10월        | 국민임대 |      |
| 갑천1 트리풀시티 힐스테이트 엘리프 | 현대건설, 계룡건설산업, 부원건설㈜, 원평종합건설, 이오스건설, 타오건설, 파인건설 | 대전도시공사     |      | 2023년 10월        |          |      |
| 갑천2 트리풀시티 엘리프            | 계룡건설산업                                                                     | 대전도시공사     |      | 2025년 12월 (예정) |          |      |
- 신안인스빌 리베라 - 신안종합건설 / 2012년 7월 입주
- 도안19단지 양우내안애레이크힐 - 양우건설 / 2015년 10월 입주